# Борхарт М1893
Борхарт М1893, рани немачки полуаутоматски пиштољ с краја 19. века.

## Карактеристике
Борхарт М1893, произведен у Немачкој, био је први масовно произведени пиштољ са полуаутоматском паљбом, калибра 7,65 мм. Пунио се из оквира, смештеног у рукохвату, а радио је на принципу кратког трзања цеви.

## Историја
Овај пиштољ конструисао је Немац Хуго Борхарт 1893, инспирисан принципом рада митраљеза Максим. Затварач пиштоља радио је на принципу коленаː у исправљеном положају био је непокретан, али кад се зглоб једном савије навише, лако се кретао уназад (слично каснијем пиштољу Лугер). Барутни гасови првог испаљеног метка гурали су цев и затварач заједно уназад све док се колено затварача не би савило навише. Тада је затварач настављао уназад сам, сабијајући повратну опругу док се кинетичка енергија гасова не би истрошила, избацујући узгред празну чауру и напињући ударач. У повратку, под притиском повратне опруге, затварач је захватао нови метак из оквира у рукохвату и набијао га у цев, спреман за паљбу.
Пиштољ је радио добро, али је био скуп за производњу и сувише тежак за руковање једном руком, па се најчешће користио као кратки карабин, монтиран на дрвени кундак који је уједно служио као футрола за пиштољ.